# Dvärgspricklav
Dvärgspricklav (Myriospora heppii) är en lavart som först beskrevs av Carl Wilhelm von Nägeli och Gustav Wilhelm Körber och som fick sitt nu gällande namn av Auguste-Marie Hue. 
Dvärgspricklav ingår i släktet Myriospora, och familjen Acarosporaceae. Arten är reproducerande i Sverige.